# Языковеды мира
«Языкове́ды ми́ра» (с 1993 — «Фило́логи ми́ра») — книжная серия, выходившая в издательстве «Прогресс» в 1970—1990-е годы. Включала избранные труды выдающихся лингвистов и филологов XIX и XX веков, главным образом зарубежных (в том числе языковедов русского зарубежья, например Романа Якобсона и Николая Трубецкого). Большинство работ было впервые переведено специально для данной серии. В переводе и редактировании книг принимали участие ведущие советские/российские лингвисты.

## Описание серии
Выпуски не нумерованы. На эмблеме серии изображён земной шар с буквами A и Ω. Книги издавались в твёрдом переплёте, в однотонных обложках; цвета обложек различались. Смена названия серии (на «Филологи мира») произошла в 1993 году начиная с монографии Э. Сепира.
Некоторые выпуски серии были переизданы в мягких обложках в 2000—2002 гг. Кроме того, с начала 2000-х годов многие книги серии переиздаются (стереотипным способом) издательством «Едиториал УРСС» в рамках серии «Лингвистическое наследие XX века».

## Список выпусков
(В хронологическом порядке)
1973
- Дорошевский, Витольд. Элементы лексикологии и семиотики / Авториз. пер. с пол. В. Ф. Конновой. — М.: Прогресс, 1973. — 284 с. — (Языковеды мира). (в пер.)

1974
- Бенвенист, Эмиль. Общая лингвистика / Пер. с франц. Под ред., с вступ. ст. и коммент. Ю. С. Степанова. — М.: Прогресс, 1974. — 448 с. — (Языковеды мира). (в пер.)

Содержание: О некоторых формах развития индоевропейского перфекта, Проблемы общей лингвистики, Синтаксические основы именного сложения, Семиология языка, Формальный аппарат высказывания, отрывки из «Словаря индоевропейских социальных терминов»
1975
- Чейф, Уоллес Л.. Значение и структура языка / Пер. с англ. Г. С. Щура; Послесл. С. Д. Кацнельсона (с. 407—427). — М.: Прогресс, 1975. — 432 с. — (Языковеды мира). — 8000 экз. (в пер.)

1977
- Соссюр, Фердинанд де. Труды по языкознанию / Пер. с франц. яз. под ред. А. А. Холодовича; Ред. М. А. Оборина; Предисл. проф. Н. С. Чемоданова. — М.: Прогресс, 1977. — 696, [2] с. — (Языковеды мира). — 15 000 экз. (в пер.)

Содержание: Курс общей лингвистики. Мемуар о первоначальной системе гласных в индоевропейских языках. Об одном ритмическом законе греческого языка К вопросу о литовской акцентуации (Интонации и ударение в собственном смысле слова) Литовская акцентуация Отрывки из тетрадей Ф. де Соссюра, содержащих записи об анаграммах. В приложении — список работ Ф. де Соссюра.
1984
- Гумбольдт, Вильгельм фон. Избранные труды по языкознанию / Пер. с нем. под ред., с предисл. (с. 5—33) и примеч. Г. В. Рамишвили. — М.: Прогресс, 1984. — 400 с. — (Языковеды мира). — 10 000 экз. (в пер.)

Содержание: О различии строения человеческих языков и его влиянии на духовное развитие человечества. Статьи и фрагменты.
1985
- Гумбольдт, Вильгельм фон. Язык и философия культуры / Пер. с нем. яз. Сост., общ. ред. и вступ. статьи А. В. Гулыги, Г. В. Рамишвили. — М.: Прогресс, 1985. — 451 с. — (Языковеды мира). (в пер.)

Содержание: Идеи к опыту. О различии между полами. Эстетические опыты. Размышления о всемирной истории. План сравнительной антропологии. О духе, присущем человеческому роду. Об изучении языков. Характер языка и характер народа. О буквенном письме.
- Якобсон, Роман Осипович. Избранные работы / Пер. с англ., нем., франц. яз. Предисл. В. В. Иванова (с. 5—29); Сост. и общ. ред. В. А. Звегинцева. — М.: Прогресс, 1985. — 455 с. — (Языковеды мира). (в пер.)

Содержание: Звук и значение. О теории фонологических союзов между языками. Звуковые законы детского языка и их место в общей фонологии. Принципы исторической фонологии. К общему учению о падеже. Морфологические наблюдения над славянским склонением. Русское спряжение. О структуре русского глагола. Нулевой знак. Взгляды Боаса на грамматическое значение. Ретроспективный обзор работ по теории стиха. Мозг и язык. Лингвистические типы афазии. Часть и целое в языке. Речевая коммуникация. Язык в отношении к другим системам коммуникации. Значение Крушевского в развитии науки о языке. Двадцатый век в европейском и американском языкознании — тенденции и развитие. О лингвистических аспектах перевода. Лингвистика и её отношение к другим наукам. Роль языкознания в экзегезе Слова о полку Игореве. Ускользающее начало.
1987
- Якобсон, Роман Осипович. Работы по поэтике / Сост. и общ. ред. М. Л. Гаспарова; Вступ. ст. В. В. Иванова. — М.: Прогресс, 1987. — 464 с. — (Языковеды мира). — 18 500 экз. (в пер.)

Содержание: Основа сравнительного славянского литературоведения. Вопросы поэтики. Грамматический параллелизм и его русские аспекты. Аксиомы системы стихосложения. Скорбь побиваемых у дров. Статуя в поэтической мифологии Пушкина. Стихи Пушкина о деве-статуе, вакханке и смиреннице. О Стихах, сочиненных ночью во время бессонницы. Пушкин и народная поэзия. Фактура одного четверостишья Пушкина. Заметки на полях лирики Пушкина. Заметки на полях Евгения Онегина. Пушкин в свете реализма. Раскованный Пушкин. Тайная осведомительница, воспетая Пушкиным и Мицкевичем. Заумный Тургенев. Стихотворные прорицания Александра Блока. Новейшая русская поэзия. Из мелких вещей Велемира Хлебникова. Заметки о прозе поэта Пастернака. Из комментария к стихам Маяковского. О стихотворном искусстве Уильяма Блейка. Взгляд на Вид Гельдерлина. О художественном реализме. Футуризм. Письма с запада. Дада.
- Трубецкой, Николай Сергеевич. Избранные труды по филологии / Пер. с разных яз. Составление В. А. Виноградова, В. П. Нерознака; Под общ. ред. Т. В. Гамкрелидзе, В. В. Иванова, В. П. Нерознака, Н. И. Толстого; Послесл. Т. В. Гамкрелидзе, В. В. Иванова, Н. И. Толстого. — М.: Прогресс, 1987. — 560 с. — (Языковеды мира). (в пер.)

1988
- Теньер, Люсьен. Основы структурного синтаксиса / Пер. с франц. Вступ. ст. и общ. ред. В. Г. Гака. — М.: Прогресс, 1988. — 656 с. — (Языковеды мира). — 3750 экз. (в пер.)

1990
- Соссюр, Фердинанд де. Заметки по общей лингвистике / Пер. с франц. Б. П. Нарумова; Общ. ред., вступ. ст. и коммент. Н. А. Слюсаревой. — М.: Прогресс, 1990. — 280 с. — (Языковеды мира). — 10 000 экз. — ISBN 5-01-002078-5. (в пер.)

1992
- Гийом, Гюстав. Принципы теоретической лингвистики / Перевод с франц. П. А. Скрелина; Общ. ред., послесл. (с. 168—194) и коммент. Л. М. Скрелиной. — М.: Прогресс: Культура, 1992. — 217 с. — (Языковеды мира). — ISBN 5-01-002666-X. (в пер.)

1993
- Бюлер, Карл. Теория языка: Репрезентативная функция языка = Sprachtheorie: Die Darstellungsfunktion der Sprache / Пер. с нем. Общ. ред. и коммент. Т. В. Булыгиной; Вступ. ст. Т. В. Булыгиной, А. А. Леонтьева (с. VII—XXIV). — М.: Прогресс: Универс, 1993. — 501 с. — (Языковеды мира). — 5000 экз. — ISBN 5-01-001595-1. (в пер.)

- Сепир, Эдвард. Избранные труды по языкознанию и культурологии / Пер. с англ. под ред. и с предисл. (с. 5—22) А. Е. Кибрика. — М.: Прогресс: Универс, 1993. — 654 с. — (Филологи мира). — ISBN 5-01-002079-3. (в пер.)

1995
- Трубецкой, Николай Сергеевич. История. Культура. Язык / Сост., подгот. текста и коммент. В. М. Живова; Вступ. статьи Н. И. Толстого (с. 5—28), Л. Н. Гумилёва (с. 31—54); Австр. акад. наук. — М.: Прогресс: Универс, 1995. — 800 с. — (Филологи мира). — 5000 экз. — ISBN 5-01-002627-8. (в пер.)

Содержание: В первом разделе историко-философские и публицистические работы, в которых развиваются идеи евразийства. Во втором разделе лекции Трубецкого по древнерусской литературе, а также его работы о творчестве Ф. М. Достоевского и Л. Н. Толстого.

## Переиздания
- Соссюр, Фердинанд де. Заметки по общей лингвистике / Пер. с франц. Б. П. Нарумова; Общ. ред., вступ. ст. и коммент. Н. А. Слюсаревой. — 2-е изд. — М.: Прогресс, 2000. — 280 с. — (Филологи мира). — 1000 экз. — ISBN 5-01-004656-3. (обл.)

- Гумбольдт, Вильгельм фон. Избранные труды по языкознанию / Пер. с нем. под ред., с предисл. (с. 5—33) и примеч. Г. В. Рамишвили. — 2-е изд. — М.: Прогресс, 2000; 2001. — 400 с. — (Филологи мира). — 1000 экз. — ISBN 5-01-004661-X, ISBN 5-01-004711-X. (обл.)

- Бюлер, Карл. Теория языка: Репрезентативная функция языка = Sprachtheorie: Die Darstellungsfunktion der Sprache / Пер. с нем. Общ. ред. и коммент. Т. В. Булыгиной; Вступ. ст. Т. В. Булыгиной, А. А. Леонтьева (с. VII—XXIV). — 2-е изд. — М.: Прогресс: Универс, 2000; 2001. — 504 с. — (Филологи мира). — 1000 экз. — ISBN 5-01-004714-4. (обл.)

- Мейе, Антуан. Общеславянский язык / Пер. с франц. и примеч. П. С. Кузнецова; Под ред. С. Б. Бернштейна. — 2-е изд. — М.: Прогресс, 2000; 2001. — 492 с. — (Филологи мира). — 1000 экз. — ISBN 5-01-004712-8 ISBN 5-01-004660-1. (обл.)[2]

- Сепир, Эдвард. Избранные труды по языкознанию и культурологии / Пер. с англ. под ред. и с предисл. (с. 5—22) А. Е. Кибрика. — 2-е изд. — М.: Прогресс, 2000; 2001. — 656 с. — (Филологи мира). — 1000 экз. — ISBN 5-01-004726-8. (обл.)